# Metropolitní opera
Metropolitní opera (anglicky Metropolitan Opera, zkráceně též „Met“) je operní dům, který se nachází na Manhattanu ve čtvrti Upper West Side v New Yorku. Byla založena v dubnu 1880. Oficiální název operního domu je běžně zkracován na Met.

## Činnost
Nynější budova Met je součástí Lincolnova centra (Lincoln Center for the Performing Arts). Je provozována prostřednictvím neziskové organizace Metropolitan Opera Association, kterou podporují četné významné osobnosti. Jsou zde uváděny všechny druhy operních děl. V současnosti v ní jako generální manažer působí Peter Gelb. Hlavním dirigentem byl od 6. září 2011 Ital Fabio Luisi, od roku 2018 je to Kanaďan Yannick Nézet-Séguin.
Metropolitní opera představuje největší organizaci klasické hudby ve Spojených státech amerických a každoročně uvádí přibližně 220 operních představení. Patří mezi největší operní divadla na světě (hlediště pojme zhruba 3800 diváků) a je také považována za jednu z nejdůležitějších světových operních scén.
Rozpočet operního domu dosáhl v sezóně 2011/2012 již 325 milionů dolarů, z toho přišlo 182 milionů dolarů (43 %) od soukromých sponzorů. Celkový součet kapacity při všech představeních kalendářního roku 2011 byl 800 000 míst. Skutečné vytížení však kleslo z 88 % v roce 2009 na 79,2 % v roce 2011. Kromě klasických představení na operním jevišti rozšířila Metropolitní opera postupně svoje posluchačstvo pomocí nových technologií. Rozhlasová vysílání z této opery se pravidelně konají již od roku 1931 a televizní vysílání od roku 1977. V roce 2006 začala Met vysílat svá představení přes satelitní rádio a internet a také živě (live) pomocí HD-videových přímých přenosů do biografů (kin) po celém světě. Tato představení jsou přenášena i do vybraných kin v České republice. V roce 2011 dosáhl počet diváků v 1 600 kinech světa již 3 miliony. V samotném městě New Yorku jsou vybraná představení Metropolitní opery promítána na velkoplošné obrazovce na náměstí Times Square.
Od března 2020 byla Metropolitní opera nucena zastavit všechna představení i jejich vysílání do světových kin. Toto opatření postihlo celou sezónu 2020/2021, má tedy trvat do konce srpna 2021. Důvodem je vypuknutí celosvětové pandemie covidu-19 a její tragické následky právě také ve státě New York. Jednou z mála možností styku s publikem (pouze v USA) zůstalo každodenní bezplatné internetové vysílání (live streaming) záznamu jednoho operního představení z minulosti, které lze jinak sledovat jen v předplatném. On September 23, 2020, the Met announced the cancellation of its entire 2020–2021 season.

## Dějiny

### Zahajovací sezóna
Metropolitan Opera Company byla založena v dubnu roku 1880 s úmyslem vytvořit alternativu k již existujícímu opernímu domu Academy of Music. Předplatitelé lóží v tomto divadle patřili k nejvyšším společenským vrstvám v New Yorku. Tyto rodiny s tzv. "starými penězi" (old money families) nechtěly akceptovat nové bohaté průmyslníky do svých řad. Zakladatelé Metropolitní opery, kteří pocházeli z průmyslových kruhů, se proto rozhodli postavit novou operu s tím, že musí předčit dosavadní Academy of Music ve všech směrech.

### Met ve Philadelphii
Během první sezóny byla od ledna do srpna 1884 pořádána představení opery také ve městě Philadelphia.

### Německé sezóny
Zahajovací sezóna pod vedením Henryho E. Abbeye byla sice z uměleckého hlediska velmi úspěšná, avšak finančně prodělečná. V následujícím roce 1885 byl jako ředitel povolán Leopold Damrosch.

### Abbey a Grau
V roce 1891 se Met vrátila k převážnému uvádění italských oper. Bylo to po návratu Henryho E. Abbeye do funkce ředitele. Jeho asistentem byl Maurice Grau.

### Conried a Gatti-Casazza

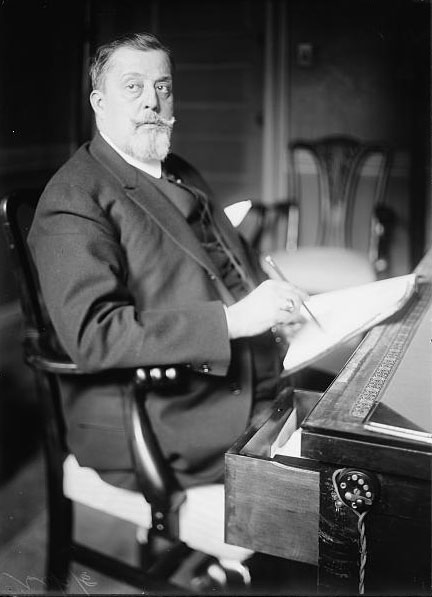
Generální manažer Metropolitní opery Giulio Gatti-Casazza

V letech 1903-1908 stála Metropolitní opera pod vedením generálního manažera Heinricha Conrieda. Jednou z jeho největších zásluh bylo zangažování slavného italského tenora Enrica Carusa z Neapole. Do opery přivedl také dirigenta Artura Vignu. Conriedovo působení bylo poměrně krátké. Po něm nastoupil jako generální manažer Giulio Gatti-Casazza, za jehož vlády v letech 1908 až 1935 se Metropolitní opera - díky jeho organizačním schopnostem a dovedné personální politice - dostala trvale na vysokou úroveň. Bylo to její nezapomenutelné tzv. Stříbrné období (Silver Age). Gatti-Casazza, který byl předtím manažerem milánského operního domu Teatro alla Scala, přivedl odtud do New Yorku skvělého dirigenta Artura Toscaniniho. Prezidentem dozorčí rady Metropolitní opery (Chairman) se v roce 1931 stal prominentní právník Paul Drennan Cravath.

### Rudolf Bing a Peter Gelb
V roce 1950 nastoupil na místo generálního manažera Rudolf Bing, rodilý Rakušan, a zůstal jím až do roku 1972. Od roku 2006 až do současnosti působí Peter Gelb jako generální manažer Metropolitní opery.

## Slavní účinkující

### V minulosti
V Metropolitní opeře působili v minulosti slavní dirigenti, kromě Artura Toscaniniho to byli mj. Leonard Bernstein a Rafael Kubelík.
Na Metropolitní opeře zpívali nejproslulejší pěvkyně a pěvci. Na začátku 20. století to byly Nellie Melba a Ema Destinnová, která společně s Enricem Carusem zpívala hlavní roli mj. při světové premiéře opery Giacoma Pucciniho La fanciulla del West dne 10. prosince 1910. Později přišly na scénu Met také původem české velké sopranistky Maria Jeritza a Jarmila Novotná. Jeritza zpívala v New Yorku v letech 1921-1932 a osobně se zasloužila o uvedení Janáčkovy opery Její pastorkyňa (pod názvem Jenůfa). V Met vystoupila Jeritza po dobu svého angažmá ve 20 rolích v 290 představeních.
V druhé polovině 20. století zde účinkovaly slavné sopranistky Maria Callas, Renata Tebaldiová, Joan Sutherlandová a Mirella Freniová. Tenorové party zpívali Giuseppe Di Stefano, Mario Del Monaco, Luciano Pavarotti, Plácido Domingo a José Carreras. 
Vysoce oceňovanými sólistkami Metropolitní opery v 90. letech 20. století byly české sopranistky Gabriela Beňačková (rodilá Slovenka) a Eva Urbanová. Urbanová debutovala na Met 28. června 1997 v roli Santuzzy (Sedlák kavalír, Pietro Mascagni). Jejími dalšími rolemi v New Yorku byly cizí kněžna v opeře Rusalka od Antonína Dvořáka, Ortrud (Lohengrin, Richard Wagner) a titulní role v Tosce a Turandot (Giacomo Puccini).
Své dlouholeté angažmá na Metropolitní opeře již ukončila jedna z nejproslulejších pěvkyň konce 20. století a začátku 21. století, Američanka Renée Flemingová, která zde zpívala kromě mnoha dalších partů také své oblíbené role Taťány (Evžen Oněgin, Petr Iljič Čajkovskij) a Rusalky ve stejnojmenné opeře Antonína Dvořáka. Na prestižní newyorské scéně debutovala Flemingová v roce 1991 v roli hraběnky Almaviva ve Figarově svatbě (Wolfgang Amadeus Mozart). V roce 2015 zde Flemingová zpívala hlavní roli operety Franze Lehára Veselá vdova. 
Dlouholetý šéfdirigent Metropolitní opery James Levine se po přestávce od roku 2011, způsobené těžkou nemocí, v roce 2013 vrátil a řídil orchestr při svých vystoupeních vsedě na zvlášť pro ten účel zkonstruovaném elektricky poháněném vozíčku. Dne 2. prosince 2017 otiskl deník The New York Times na první stránce svého vydání článek obsahující podrobná svědectví čtyř mužů, v současnosti ve věku od 40 do více než 60 let, kteří vypověděli o dlouhodobém sexuálním zneužívání, kterého se James Levine na nich dopustil v době, kdy byli 16 až nejvíce něco přes 20 let staří. Tyto výpovědi se staly součástí policejního protokolu. Den poté ukončila Metropolitní opera své veškeré vztahy s Levinem a zrušila všechna jeho plánovaná vystoupení. Obdobné kroky učinila také vedení hudební slavnosti Ravinia Festival (v blízkosti Chicaga) a Bostonského symfonického orchestru.

### V současnosti
Vysokou úroveň hudebního projevu zajišťují umělci, jako jsou mj. italští dirigenti Fabio Luisi, Marco Armiliato a Rus Valerij Gergijev. Po definitivním odchodu Jamese Levina z privátních důvodů v roce 2016 se novým šéfdirigentem Met stal od září 2018 kanadský maestro Yannick Nézet-Séguin, jehož angažmá bylo původně plánováno až od sezóny 2020/2021.
V Metropolitní opeře vystupovaly mnoho let sopranistky Anna Netrebko z Ruska a Angela Gheorghiu z Rumunska. Dále také Bulharka Sonja Jončeva, která v sezóně 2017/2018 převzala tři hlavní role, a to v Pucciniho operách Tosca a Bohéma (Mimì) a ve Verdiho díle Luisa Miller. V Met vystupují také ruské sopranistky Irina Lungu a Olga Pereťatko, která vytvořila hlavní roli v opeře Lucie z Lammermooru  od Gaetana Donizettiho, Diana Damrauová (Německo) a Sondra Radvanovsky (USA). Častými hosty se staly mezzosopranistky Joyce DiDonato (USA), Cecilia Bartoli (Itálie) a Elīna Garanča (Lotyšsko). Anita Rachvelishvili z Gruzie zpívala v New Yorku Carmen již v roce 2009, krátce po svém překvapujícím debutu v milánské La Scale. Na newyorské scéně se také prosadily mladé pěvkyně Pretty Yende a Golda Shultz z Jihoafrické republiky. Od roku 2005 se ve významných rolích uplatnila kubánsko-americká koloraturní sopranistka Lisette Oropesa. Debutovala jako Zuzana ve Figarově svatbě. Zpívala také titulní roli v Manon (Jules Massenet) v produkci z roku 2019, vysílané do kin na celém světě. V březnu 2017 začala v Met hostovat Nadine Sierra, jejíž první rolí byla Ilia v Mozartově opeře Idomeneo. Pěvkyně přijala také roli moderátorky při přenosu operních představení do kin.
Mezi tenoristy lze jmenovat významné pěvce z mnoha zemí jako jsou Juan Diego Flórez (Peru), Vittorio Grigolo (Itálie), Jonas Kaufmann (Německo), Matthew Polenzani (USA), Piotr Beczała (Polsko), Joseph Calleja (Malta) a další. Interprety se stali barytonisté René Pape (Německo), Bryn Terfel (Wales), již zesnulý ruský pěvec Dmitrij Chvorostovskij a také Erwin Schrott (Uruguay). Plácido Domingo přešel ve zralém věku na barytonové role a působil na Met také jako dirigent. Český barytonista Adam Plachetka obdržel na březen 2018 roli v cyklu představení Mozartovy opery Così fan tutte.

## Režijní koncepty

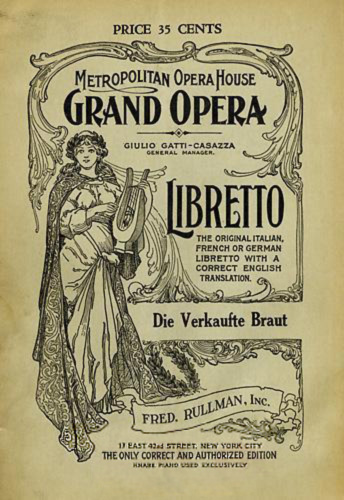
Libretto pro Metropolitní operu ke Smetanově Prodané nevěstě (nakladatelství Fred. Rullman Inc., 1908)

Metropolitní opera je známa dosti konzervativními produkcemi, které se vyznačují výpravností a povětšinou nákladnými kostýmy. Moderní tzv. režijní divadlo se dostává na scénu jen postupně. Ještě velmi tradičním způsobem byla v roce 2011 uvedena opera Gaetana Donizettiho Anna Bolena se skvělou ruskou sopranistkou Annou Netrebko v hlavní roli, uváděná přímým přenosem také v kinech po celém světě.
Také nejslavnější opera Petra Iljiče Čajkovského Evžen Oněgin, opět s Annou Netrebko v hlavní roli a zpívaná v ruském jazyce, která měla premiéru 23. září 2013, byla vypravena velmi nákladně bez velkých režijních změn proti tradici. Příkladem velmi moderního přístupu režiséra bylo ale provedení opery Giuseppe Verdiho Rigoletto v podzimní sezóně 2013, jehož dějištěm nebyla renezanční Mantova v Itálii, ale kasino v Las Vegas (v roce 1960). Hlavní role vytvořili Dmitrij Chvorostovskij (Rigoletto), Sonja Jončeva (Gilda) a Matthew Polenzani (vévoda).

## Balet
V Metropolitní opeře se odehrávají také mnohá představení, která přesahují pravidelný operní provoz. Například v červenci 1986 se konalo gala představení, při kterém vystoupil baletní soubor Pařížské opery pod uměleckým vedením Michaila Baryšnikova a ředitele pařížského baletu Rudolfa Nurejeva.

## Koncerty
19. října 1986 hostovala v Met Berlínská filharmonie pod vedením Herberta von Karajana.

## Galerie

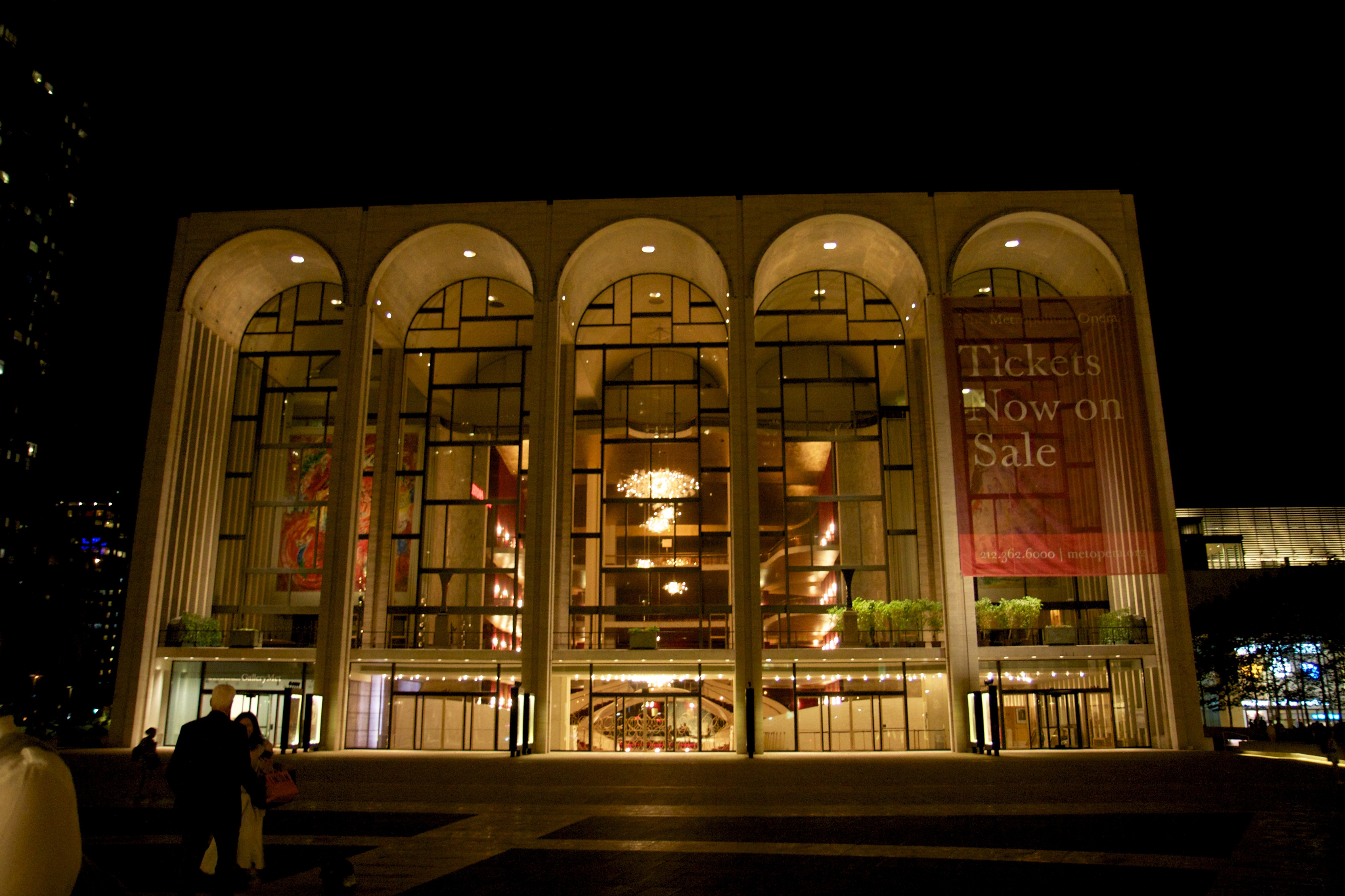
Večerní osvětlení Metropolitní opery (2015)
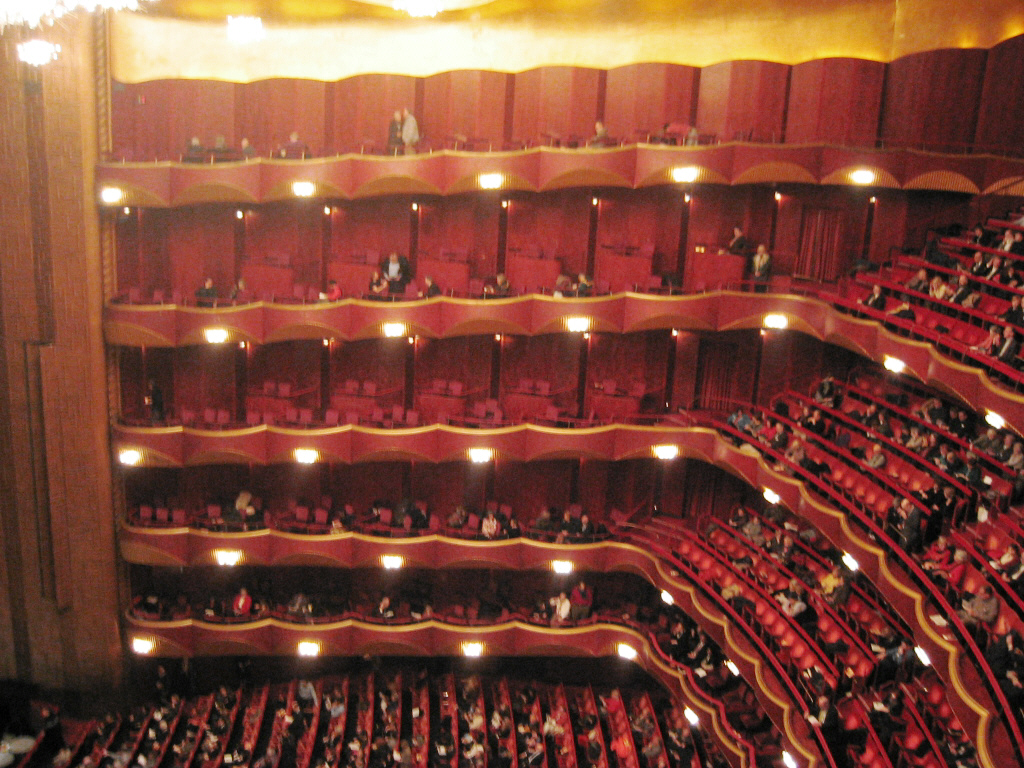
Hlediště Metropolitní opery
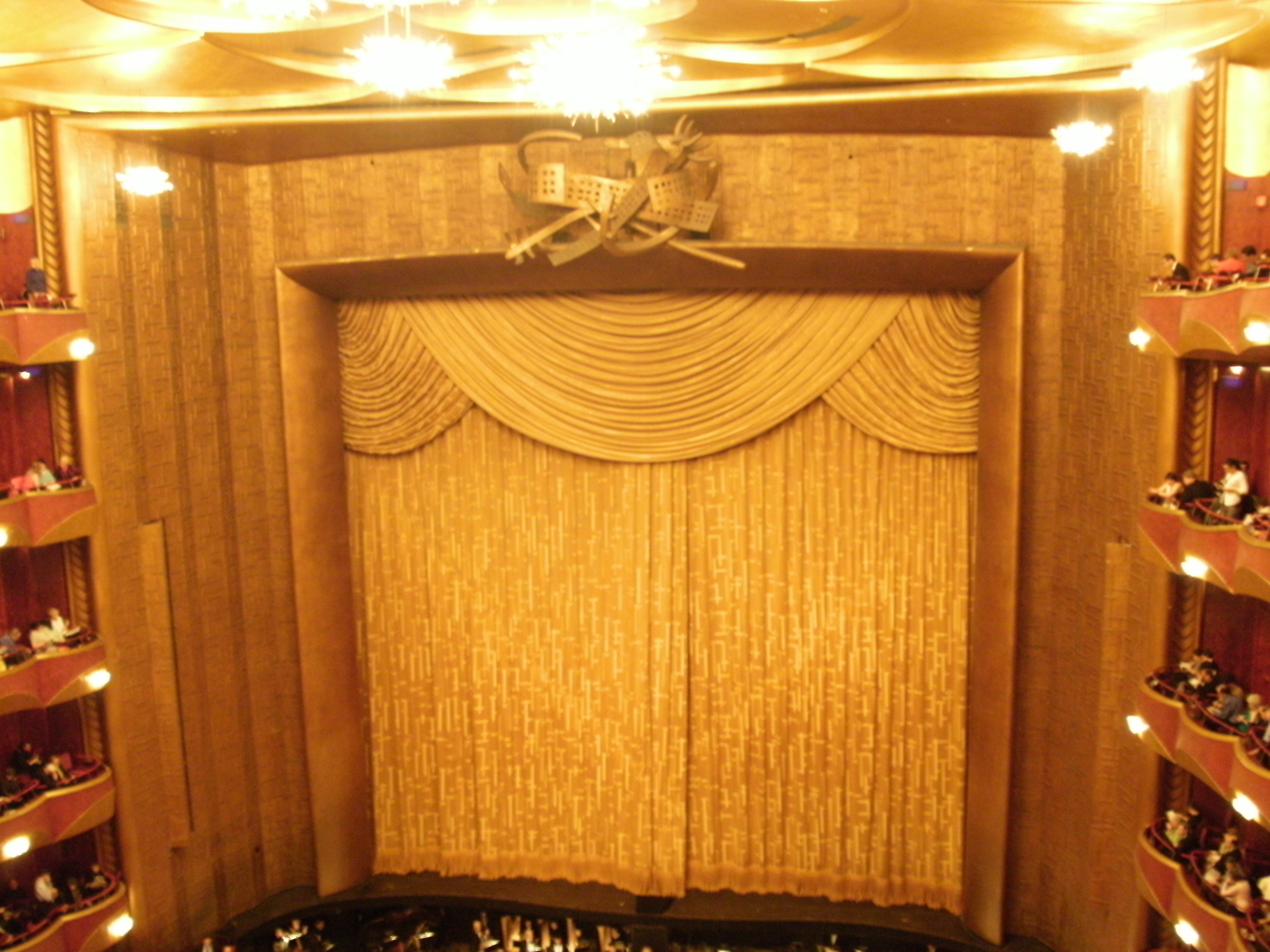
Zlatá opona Metropolitní opery, dárce Metropolitan Opera Club (2009)
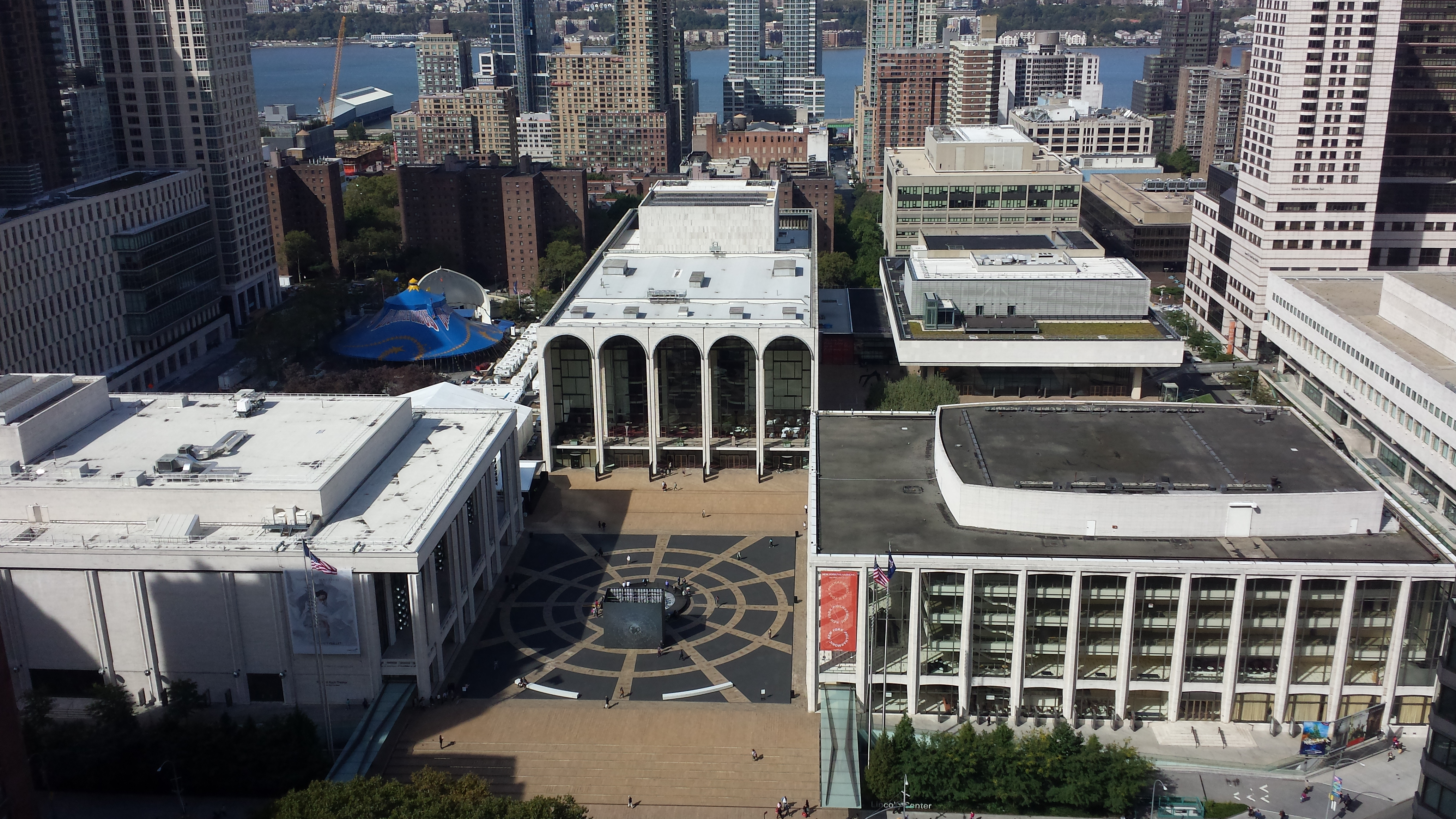
Pohled na budovu Metropolitní opery a Lincolnovo centrum (2014)